# 2 Years On
2 Years On es el octavo álbum de The Bee Gees, lanzado en diciembre de 1970. El álbum logró la posición #32 en el Billboard de Estados Unidos, y vendió 300 000 copias alrededor del mundo. El álbum fue testigo del regreso de Robin Gibb al grupo luego de las disputas surgidas con la producción del álbum Odessa.

## Lista de canciones
1. "2 Years On"–3:57 (Robin Gibb, Maurice Gibb)
2. "Portrait of Louise"–2:35 (Barry Gibb)
3. "Man for All Seasons"–2:59 (B. Gibb, R. Gibb, M.Gibb)
4. "Sincere Relation"–2:46 (R. Gibb, M. Gibb)
5. "Back Home"–1:52 (B. Gibb, R. Gibb, M. Gibb)
6. "The First Mistake I Made"–4:03 (B. Gibb)
7. "Lonely Days"–3:45 (B. Gibb, R. Gibb, M. Gibb)
8. "Alone Again"–3:00 (R. Gibb)
9. "Tell Me Why"–3:13 (B. Gibb)
10. "Lay It on Me"–2:07 (M. Gibb)
11. "Every Second, Every Minute"–3:01 (B. Gibb)
12. "I'm Weeping"–2:45 (R. Gibb)

- Datos: Q260948